# Вишневська Надія Олександрівна
Наді́я Олекса́ндрівна Вишне́вська (* 27 грудня 1925 Горенка, тепер Києво-Святошинського району — † 9 жовтня 2007) — українська літературознавець.

## Життєпис
Її батько був працівником лісництва, мати — вчителькою. До початку нацистсько-радянської війни встигла закінчити дев'ять класів Горенської школи, із батьками перебувала на окупованій території; батько помер у 1943 році. 1944 року закінчила 10-й клас в київській середній школі № 6.
1949 року закінчила Київський університет — українське відділення. До 1953 року працювала вчителем в Новошепелицькій середній школі.
В 1953—1956 роках проходила аспірантуру при кафедрі української літератури Київського державного педагогічного інституту ім. О. М. Горького. Захистила дисертацію «Творчість Павла Тичини 1911—1941 рр. та російська література».
Протягом 1956—1958 років працювала редактором у Держлітвидаві України
У 1958—1985 роках працює в Інституті літератури ім. Т. Г. Шевченка АН УРСР. 1960 — кандидат філологічних наук. Входила до складу текстологічної комісії Зібрання творів І. Франка в 50-ти томах. Брала участь у підготовці всіх його томів упорядкувала і написала тексти до томів 15, 18, 26, 33, 35, 49, останні чотири — у співавторстві.
Лауреат Шевченківської премії 1988 року — разом з Дзеверіним, Бернштейном, Деркачем, Засенком, Мишаничем, Погребенником, Яценком — «за наукову редакцію, підготовку текстів та упорядкування Зібрання творів І. Я. Франка у 50-ти томах.»
Брала участь в упорядкуванні творів О. Білецького, І. Нечуя-Левицького, В. Мови, І. Франка, Панаса Мирного, Лесі Українки, А. Кримського, А. Метлинського, М. Костомарова.
Є авторкою праць, котрі присвячені текстологічному вивченню творчості українських письменників:
- «Проблема канонічного тексту повістей І. С. Нечуя-Левицького „Микола Джеря“ і „Кайдашева сім'я“» — 1968,
- «Лірика Лесі Українки. Текстологічне дослідження» − 1976, відповідальний редактор В. Л. Микитась; досліджень
- «Павло Тичина і російська літературна критика довоєнного періоду», монографій
- «Олександр Прокоф'єв» — «Дніпро», 1969,
- «Панас Мирний. Зібрання творів, том 7 — поезія, публіцистика, епістолярій» — в редколегії, також В. І. Мазной, М. Є. Сиваченко,
- «Амвросій Могила, Ієремія Галка — поезії» — упорядковувала, вступне слово С. А. Крижанівського, редакційна колегія — М. П. Бажан, О. Є. Засенко, 1972, Київ, «Радянський письменник»,
- «Прозові твори. Перекладна проза. Зібрання творів», том 7, голова редколегії Є. С. Шабліовський, Київ, «Наукова думка», 1975,
- «Зібрання творів Івана Франка в 50 томах. Том 18 — повісті та оповідання (1888—1982)», редакційна колегія — І. І. Басс, М. Д. Бернштейн, Є. П. Кирилюк, П. Й. Колесник.

## Джерело
- Шевченківський комітет [Архівовано 17 травня 2014 у Wayback Machine.]
- Слово і час [Архівовано 17 травня 2014 у Wayback Machine.]